# Gerhard Mendelson
Pour les articles homonymes, voir Mendelson.
Gerhard "Moshe" Mendelson (né le 4 février 1913 à Berlin, mort le 14 mars 1976 à Feldafing) est un producteur de musique allemand.

## Carrière

### Premières années
D'origine juive, on ne sait rien de son développement professionnel précoce. Il eût été fournisseur de soldats allemands pendant la Seconde Guerre mondiale. Gerhard Mendelson fonde en mai 1946 la société Austrophon Records studio GmbH, un studio d'enregistrement et le label Austroton. En quelques mois, il réussit à organiser l'infrastructure ravagée par la guerre jusqu'au magasin de presse. Le studio d’enregistrement est dans des locaux loués au Konzerthaus de Vienne. Mendelson et son label "Austrophon Series - Elite Special" (Austroton) sont rapidement un centre de production de disques de langue allemande d'après-guerre.
Pour accompagner ou pour des parties instrumentales, il signe avec le Vienna Dance Orchestra sous la direction de Horst Winter, un orchestre polyvalent aux ambitions jazz et boogie-woogie. La première production est Ich liebe die Sonne, den Mond und die Sterne en mai 1946. Herta Mayen chante en juin 1946 Kauf‘ Dir einen bunten Luftballon, issue du film Rêve blanc sorti en 1943.
Mendelson signe un contrat avec Erni Bieler en 1947 et Evelyn Künneke en 1948. Il découvre Peter Alexander en septembre 1951. Alexander enregistre plus de 80 titres sous la direction de Mendelson entre le 27 septembre 1951 (Das machen nur die Beine von Dolores / Bye bye mein Hawaii) et octobre 1954. Mendelson collabore avec Kurt Feltz à Cologne en novembre 1954 et signe en janvier 1955 un contrat avec Polydor. Feltz et d'autres compositeurs tels que Fini Busch, Heinz Gietz ou Werner Scharfenberger sont en mesure de fournir à Peter Alexander le matériel indispensable.

### Collaboration avec Polydor

#### Années 1950
Au printemps de 1953, la collaboration entre Mendelson et Polydor commence au sein de la "Polydor-Produktionsstätte Süd" récemment créée. En contrepartie, il y a la branche allemande, Deutsche Austrophon Schallplatten Vertriebs GmbH & Co. KG, qui existe encore de nos jours. Début 1954, une grande tournée allemande des artistes d'Austrophon comprend Peter Alexander, Erni Bieler, Evelyn Künneke, Leila Negra ou Erwin Halletz.
Mendelson découvre en novembre 1956 Peter Kraus et produit son premier single en janvier 1957. Mendelson achète les droits de chansons américaines pour les produire avec un texte allemand avec Peter Kraus. En moins de 8 ans, 36 singles paraissent. Mendelson découvre également, en juin 1959, Gus Backus, soldat américain basé en Allemagne, et produit avec lui 51 titres. Les premiers enregistrements sont des reprises en allemand avec le titre Ab und zu (A Fool Such As I d'Elvis Presley) et Ich bin traurig wenn Du gehst (Have You Ever Had the Blues de Lloyd Price).
Lorsque, en 1959, le marché du disque en Allemagne a une baisse de ses ventes, Mendelson es en mesure de compenser les pertes de Polydor avec un nouveau style : la musique pour adolescents. Il engage Ted Herold, mais Herold n'est autorisé qu'à chanter ce que Peter Kraus ne veut pas ou ne doit pas chanter. Il produit les premiers titres de l'Autrichienne Lolita. En 1959, il publie au moins 11 titres, dont 6 pour Gus Backus et 4 pour Lolita. En  1960, 18 titres produits par Mendelson paraissent, dont 9 pour Backus et 8 pour Lolita.

#### Années 1960
Mendelson fait chanter l'Américaine Connie Francis à Vienne en allemand, mais sa voix en allemand est difficile à comprendre. Il  a donc envoie les enregistrements à Hambourg, où le producteur Bobby Schmidt édite le titre Die Liebe ist ein seltsames Spiel. Schmidt supprime le premier couplet inutile, faisant de la chanson un des rares succès allemands, où la strophe commence un demi-ton plus haut après le premier refrain avec un changement de clé. C'est son premier succès en Allemagne. Cependant, la production musicale ne pose pas de problème, car la maison de disques américaine MGM Records avait fourni à son partenaire de distribution allemand Polydor la reproduction originale. Après que Francis est de nouveau produite par Mendelson à Vienne en avril 1962, le producteur est en janvier-février 1963 à Las Vegas pour des enregistrements en langue allemande avec Connie Francis. Les 6 et 7 juillet 1963, Mendelson programme d'autres dates d'enregistrement à Paris.
En 1961, Mendelson est responsable d'au moins 22 titres en tant que producteur, dont 10 pour Gus Backus et 7 pour Lolita. En 1962, il produit 23 titres, dont 10 pour Backus et 7 pour Lolita.
Dans les années suivantes, la productivité de Mendelson diminue sensiblement. En 1963, il produit 8 titres exclusivement pour Gus Backus et en 1964 seulement 2 titres pour Backus. Entre le 10 et le 14 septembre 1964, Mendelson supervise les sessions d'enregistrement de quatre morceaux de musique pour des titres en allemand, que Lesley Gore chantera plus tard à New York. Il fait de Dominique une interprète de chansons protestataires.

#### Années 1970
Ce n’est qu’en 1971 qu'il apparaît de nouveau en tant que producteur, supervisant 11 titres exclusivement pour Freddy Quinn.
Le dernier artiste avec lequel Mendelsohn travaille avant sa mort est le chanteur de blues bavarois Willy Michl. Mendelson produit ses deux premiers albums Blues goes to Mountain (1974) et Blues & Balladen (1975).

## Source de la traduction
- (de) Cet article est partiellement ou en totalité issu de l’article de Wikipédia en allemand intitulé « Gerhard Mendelson » (voir la liste des auteurs).